# Parafia św. Michała Archanioła w Wielopolu
Parafia Świętego Archanioła Michała w Wielopolu – parafia greckokatolicka w Wielopolu, w dekanacie sanockim archieparchii przemysko-warszawskiej. Założona w 1991.
W 1938 roku w Wielopolu mieszkało 595 grekokatolików. Ostatnim proboszczem przed II wojną światową był ks. Emil Perweneć. Cerkiew w Wielopolu do 1947 r. była częścią parafii w Tarnawie Górnej i wchodziła do składu leskiego dekanatu diecezji przemyskiej. 
Parafia w Wielopolu została utworzona po odzyskaniu miejscowej cerkwi wchodząc w skład dekanatu sanockiego. Proboszczem był ks. Jan Pipka w latach 1988-2002, wikariuszem ks. Roman Walawka w latach 2000-2001 oraz ks. Jan Hałuszka od 16.07.2001 do 4.04.2002. Od 24 marca 2002 r. jest on administratorem parafii w Wielopolu.
Parafia w Wielopolu jest jedną z czternastu wspólnot greckokatolickich na terenie dekanatu sanockiego w Archieparchii przemysko-warszawskiej ze stolicą arcybiskupią w Przemyślu. Nabożeństwa w cerkwi odprawiane są w każdą niedzielę i święta o godzinie 11:45. 
Do parafii należą również Kalnica oraz Zagórz.